# Danh sách vườn quốc gia tại Bolivia

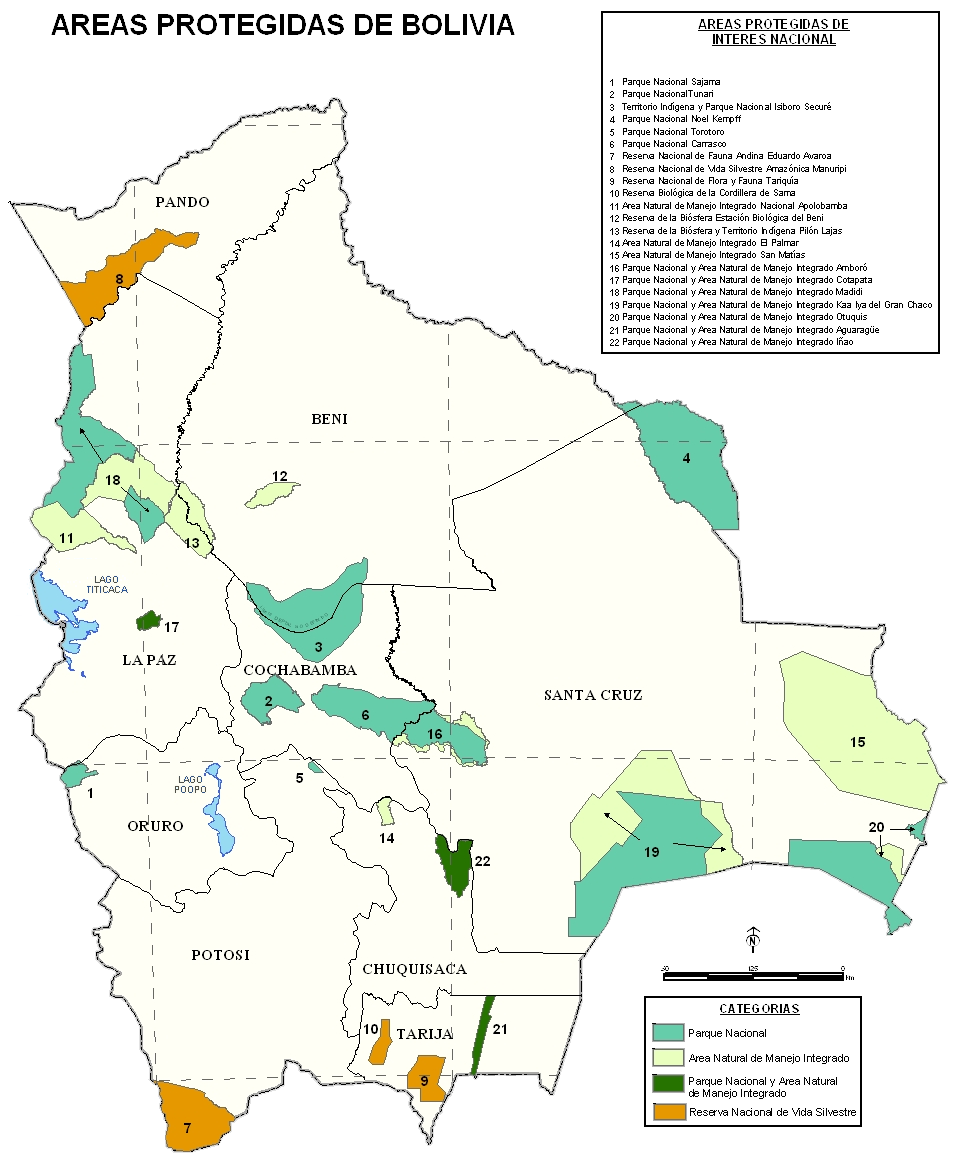
Bản đồ các khu bảo tồn tự nhiên tại Bolivia

Dưới đây là danh sách các vườn quốc gia và khu bảo tồn tự nhiên được coi như là vườn quốc gia tại Bolivia tính cho đến năm 2008.
| Tên                    | Hình ảnh | Vị trí     | Diện tích                          | Thành lập |
| ---------------------- | -------- | ---------- | ---------------------------------- | --------- |
| Aguaragüe              |          | Tarija     | 45.822 ha (177 dặm vuông Anh)      | 2000      |
| Amboró                 |          | Santa Cruz | 4.425 km2 (1.709 dặm vuông Anh)    | 1973      |
| Carrasco               |          | Cochabamba | 622.600 ha (2.404 dặm vuông Anh)   | 1991      |
| Iñao                   |          | Chuquisaca | 2.630,9 km2 (1.016 dặm vuông Anh)  | 2004      |
| Isiboro Sécure         |          | Beni       | 1.372.180 ha (5.298 dặm vuông Anh) | 1965      |
| Madidi                 |          | La Paz     | 18.957,5 km2 (7.320 dặm vuông Anh) | 1995      |
| Noel Kempff Mercado    |          | Santa Cruz | 15.234 km2 (5.882 dặm vuông Anh)   | 1979      |
| Sajama                 |          | Oruro      | 1.002 km2 (387 dặm vuông Anh)      | 1939      |
| Torotoro               |          | Potosí     | 165,7 km2 (64 dặm vuông Anh)       |           |
| Tunari                 |          | Cochabamba | 309.091 ha (1.193 dặm vuông Anh)   | 1978      |
| Cotapata               |          | La Paz     | 600 km2 (230 dặm vuông Anh)        | 1993      |
| Kaa-Iya del Gran Chaco |          | Santa Cruz | 34,411 km2 (13,286 dặm vuông Anh)  | 1995      |
| Otuquis                |          | Santa Cruz | 10.059 km2 (3.884 dặm vuông Anh)   | 1997      |